# Hirth HM 504
Hirth HM 504 — немецкий поршневой авиационный двигатель воздушного охлаждения, разработанный и производившийся с 1934 года компанией Hirth-Motoren GmbH. Устанавливался преимущественно на учебных и спортивных самолётах 1930-х и 40-х годов; в частности, им был оснащён известный Bücker Bü 131. 

## История
HM 504 был создан инженером Гельмутом Хиртом в 1934 году на замену предыдущей модели HM 60; он стал первым в новой серии, включавшей также 6-, 8-, и 12-цилиндровые моторы (HM 506, HM 508 и HM 512, соответственно). Конструкция, как и у предшественника была модульной, в том числе за счёт использования составного коленвала, отдельные детали которого соединялись посредством зубчатого зацепления системы Хирта. Облегчённый картер выполнен из магниевого сплава.
Всего было построено около 6000 штук HM 504. В 1939 году ему на смену пришла модель HM 500.
По лицензии выпускался с 1934 года в Чехословакии (Tatra T-100, завод Ringhoffer-Tatra в Копршивнице) и Японии (Hitachi Hatsukaze Model 11).

## Применение
Германия
- Arado Ar 69
- Arado Ar 79
- Bücker Bü 131 Jungmann
- Bücker Bü 134
- Bucker Bu.181 Bestmann
- Klemm Kl 35

 Чехословакия
- Tatra T.131 (лицензионный Bü 131; мотор именовался Tatra T-100)

 Япония
- Kyushu K9W и Nippon Kokusai Ki-86 (флотская и армейская версии Bü 131; название мотора Hitachi Hatsukaze GK4A или Ha-47, соответственно)
- Yokosuka MXY7 Ohka (мотор Hatsukaze в качестве привода компрессора ВРДК Ishikawajima Tsu-11)

 Венгрия
- Levente II

 Польша
- BŻ-1 GIL (вертолёт)

 Франция
- Matra-Cantinieau MC-101 (вертолёт)
- Morane-Saulnier MS.603
- Payen Arbalète

## Двигатель в экспозициях музеев
Кроме многих сохранившихся авиадвигателей, по сей день эксплуатируемых энтузиастами авиации вместе с самолётами, на которых они установлены, один Hirth HM 504 находится в музее «L + P Junior» (бывшем «Flugausstellung Hermeskeil»; ФРГ, Хермескайль, земля Рейнланд-Пфальц — на фото вверху).